# 酷龍
酷龍（韓語：클론），韓國雙人男子偶像團體，成員包括具俊曄和姜元來，於1996年5月1日正式出道，為「韓流」的始祖偶像之一，在韓國及台灣皆受到極大的歡迎，其中具俊曄以性感光頭造型聞名，因此被暱稱為光頭。曾獲得「韓國金唱片獎」、「首爾歌謠大賞」、「Mnet亞洲音樂大獎」等獎項。

## 成員資料

### 姜元來
- 生日：1969年12月21日（55歲）
- 出生地：韓國首爾
- 身高：183cm
- 教育：數位首爾文化藝術大學
- 配偶：金松（2001年結婚）[1]

### 具俊曄
- 生日：1969年9月11日（55歲）
- 出生地：韓國首爾
- 身高：178cm
- 教育：京畿高中、慶南大學視覺設計系畢業
- 配偶：徐熙媛（2022年2月8日結婚，2025年2月2日喪偶）[2]

## 出道經歷
具俊曄、姜元來出道前原是韓國著名的舞蹈演員，1996年被韓國天王級的音樂製作人金昌煥發掘，並成立雙人組合「酷龍」，於同年5月推出首張專輯《Are You Ready》，以欢快舞曲为特色的首支主打歌《Kungtari Shabara》一经推出大受欢迎，在各打歌节目获得12个一位，并以新人之姿夺得当年首尔歌谣大赏的最高奖项。
1997年，推出第二張專輯《One More Time》，延續首張專輯大量Hip-Hop舞曲、R&B、饒舌的曲風，主打歌《脫離城市》、《繞繞繞》不僅紅遍整個韓國樂壇，更於1998年開始风靡大中华地区，风头一时无两。1999年7月，推出第三張專輯《Funky Together》，並先後在韓國及台灣兩地舉行出道以來的首次演唱會，其票房及反響熱烈。1999年11月，在北京工人体育馆举行一连两场演唱会，为韩国歌手在中国举办的首次演唱会。2000年，推出第四張專輯《New World》，在全亞洲地區創下百萬的銷量。
2000年11月，成員姜元來因一次車禍意外造成下半身癱瘓，導致他們的演藝事業暫停了一段時間。在這段期間姜元來因車禍官司無法安心養病，另一個成員具俊曄也遭受牽連，無法繼續自己的演藝事業。直至2003年，姜元來的車禍官司終於告一段落，並獲得上百萬韓元的賠償金，同時與交往10年的女友金松結婚，而成員具俊曄曾在2002年參與了SBS電視劇《純真年代》及KBS電視劇《四月之吻》的演出，2003年成立了「ALLEN A」品牌開始經營服飾事業，並以DJ Koo身份推出首張個人專輯《密碼》。
2005年，具俊曄、姜元來宣佈再度合體，於同年7月推出了第五張專輯《Victory》，這張專輯曲風比過去專輯的曲風更高雅，將他們這5年間同甘共苦的喜、怒、哀、樂各種滋味寫進歌曲當中。其中主打歌《我的愛，宋兒》是一首自由風格的中快歌舞曲，同時也是姜元來下半身癱瘓後感念妻子而唱的。同年12月於首爾第三體育館舉行出道10週年的演唱會《The Miracle演唱會》。
2017年6月29日，發行出道20周年紀念專輯《We Are》。
2018年3月9日晚，酷龙在平昌参加2018年冬季残疾人奥林匹克运动会开幕式演出。

## 專輯列表
- 1996年：《Are You Ready》
- 1997年：《One More Time》
- 1999年：《Funky Together》
- 2000年：《New World》
- 2002年：《The Best Hits Of Clon 2002》精選
- 2003年：具俊曄《密碼》
- 2005年：《Victory》
- 2008年：具俊曄《I'm DJ Koo》
- 2017年：《We Are》
- 2022年：單曲《Let's Go(Fighting)》

## 奖项

### 1996年
- 韩国金唱片大赏-本赏
- KMTV歌谣大战-人气歌手奖
- 首尔歌谣大赏-大赏
- SBS歌谣大战-大赏
- KBS歌谣盛典-年度歌手奖

### 1997年
- 韩国金唱片大赏-本赏
- KBS歌谣盛典-年度歌手奖

### 1999年
- 韩国金唱片大赏-人气歌手奖
- KMTV歌谣大战-本赏
- 首尔歌谣大赏-本赏
- KBS歌谣盛典-年度歌手奖

### 2000年
- 韩国金唱片大赏-成就奖
- Mnet亚洲音乐大奖-舞蹈部门奖
- KMTV歌谣大战-本赏
- KBS歌谣盛典-年度歌手奖

### 2001年
- Mnet亚洲音乐大奖-成就奖

## 中文翻唱版本
| 原曲                 | 翻唱版本                           |
| -------------------- | ---------------------------------- |
| 《Kungtari Shabara》 | 孙悦《快乐指南》、草蜢《Ba Ba Ba》 |
| 《World Cup Song》   | 徐懷鈺《向前衝》                   |
| 《脱离城市》         | 徐懷鈺《妙妙妙》                   |
| 《绕绕绕》           | 杜德偉《救你》                     |

## 電視節目
| 年份 | 電視台    | 節目名稱               | 集數                                        | 備註        |
| ---- | --------- | ---------------------- | ------------------------------------------- | ----------- |
| 2005 | SBS       | X-Man 第一季           | E43,E44,E47,E54                             | 具俊曄      |
| 2005 | SBS       | 明星實驗相機           | E65                                         | 具俊曄      |
| 2005 | SBS       | 情書 第二季            | E93,E94,E100,E101,E104,E105, E114,E115,E116 | 具俊曄      |
| 2005 | MBC       | 萬元的幸福             | E86,E87                                     | 具俊曄      |
| 2005 | MBC       | 來玩吧                 | E61                                         | 酷龍        |
| 2007 | SBS       | 炸裂！精神統一         | E9上,E9下                                   | 具俊曄      |
| 2009 | SBS       | 金諪恩的巧克力         | E61 E2,E12,E21,E106                         | 酷龍 具俊曄 |
| 2010 | MBC       | 黃金漁場 Radio Star    | E134,E135,E136                              | 酷龍        |
| 2017 | Mnet、tvN | 看見你的聲音 第四季    | E18                                         | 酷龍        |
| 2017 | KBS2      | 不朽的名曲：傳說在歌唱 | E310                                        | 酷龍        |
| 2017 | SBS       | Fantastic Duo 2        | E17,E18                                     | 酷龍        |
| 2017 | MBN       | 一起自然育兒，一家四口 | E5                                          | 姜元來      |
| 2018 | JTBC      | 認識的哥哥             | E136                                        | 具俊曄      |
| 2018 | TV朝鮮    | 戀愛的滋味 第一季      | E2,E6,E8,E10,E11,E13, E14,E18,E20,E21,E22   | 具俊曄      |
| 2020 | SBS       | 家師父一體             | E128,E129                                   | 具俊曄      |
| 2020 | tvN       | On & Off               | E27                                         | 具俊曄      |
| 2020 | JTBC      | 人生脫口秀轉折點       | E16                                         | 姜元來      |
| 2021 | tvN       | 新穎的整理             | E35                                         | 姜元來      |
| 2021 | JTBC Life | 名人夫婦               | 20211207                                    | 姜元來      |
| 2021 | JTBC      | 多彩的早晨             | E4                                          | 具俊曄      |
| 2022 | MBC       | 玩什麼好呢             | E127(20220226)                              | 具俊曄      |

## 外部連結
- Clon Entertainment